# Michael Badalucco
Michael Badalucco est un acteur américain né le 20 décembre 1954 à Brooklyn, New York (États-Unis).

## Filmographie

### Cinéma
- 1980 : Raging Bull de Martin Scorsese : Soda fountain clerk
- 1984 : Broadway Danny Rose de Woody Allen : Money Ripper
- 1985 : Recherche Susan désespérément (Desperately Seeking Susan) de Susan Seidelman : Guy from Brooklyn
- 1990 : Miller's Crossing de Joel Coen: Caspar's Driver
- 1991 : Un homme respectable (Men of Respect) de William Reilly : Sal
- 1991 : La Manière forte (The Hard Way) de John Badham : Pizza Man
- 1991 : Dans la peau d'une blonde (Switch) de Blake Edwards : Hard Hat
- 1991 : Jungle Fever de Spike Lee : Frankie Botz
- 1992 : Juice d'Ernest R. Dickerson : Det. Kelly
- 1992 : Mac de John Turturro : Vico Vitelli
- 1992 : La Loi de la nuit (Night and the City) d'Irwin Winkler : Elaine's Bartender
- 1993 : Nuits blanches à Seattle (Sleepless in Seattle) de Nora Ephron : New York Taxi Dispatcher
- 1993 : Le Saint de Manhattan (The Saint of Fort Washington) de Tim Hunter : Bridge Cop #2
- 1994 : Men Lie de John A. Gallagher
- 1994 : Léon (The Professionnal) de Luc Besson : Mathilda's Father
- 1994 : The Search for One-eye Jimmy (en) de Sam Henry Kass : Joe Head
- 1994 : Joyeux Noël (Mixed Nuts) de Nora Ephron : AAA Driver
- 1995 : Dearly Beloved de Jeff Mazzola : Mr Richards
- 1995 : Clockers de Spike Lee : un flic
- 1995 : Brooklyn Boogie (Blue in the Face) de Paul Auster et Wayne Wang : Statistician
- 1996 : Pour l'amour de l'art (Two If by Sea) de Bill Bennett : Quinn
- 1996 : Paulie de John Roberts
- 1996 : Basquiat de Julian Schnabel : Counterman at Deli
- 1996 : Un beau jour (One Fine Day) de Michael Hoffman : Lt. Bonomo
- 1997 : La Part du mal (en) (Love Walked In) de Juan José Campanella : Eddie Bianco
- 1997 : Commandements (Commandments) de Daniel Taplitz : Détective
- 1997 : The Deli (en) de John A. Gallagher : Eric
- 1997 : Faux Prophètes (Lesser Prophets) de William DeVizia : Charlie
- 1998 : Vous avez un mess@ge (You've Got Mail) de Nora Ephron : Charlie
- 1999 : Summer of Sam de Spike Lee : David Berkowitz
- 2000 : It's a Shame About Ray d'Ajay Sahgal : Mr Seinfeld
- 2000 : O'Brother (O Brother, Where Art Thou?) de Joel Coen : George Nelson
- 2001 : The barber : l'Homme qui n'était pas là (The Man Who Wasn't There) de Joel et Ethan Coen : Frank
- 2002 : 13 Moons (en) d'Alexandre Rockwell : Producer
- 2004 : 2BPerfectlyHonest de Randel Cole : Eugene
- 2005 : Ma sorcière bien-aimée (Bewitched) de Nora Ephron : Joey Props
- 2013 : Apprenti Gigolo (Fading Gigolo) de John Turturro
- 2016 : L'Exception à la règle (Rules Don't Apply) de Warren Beatty : Solly
- 2019 : The Jesus Rolls de John Turturro
- 2023 : Ninja Turtles: Teenage Years de Jeff Rowe et Kyler Spears (voix)

### Télévision
- 1995 : The Sunshine Boys
- 1997 : Path to Paradise: The Untold Story of the World Trade Center Bombing : State trooper
- 1997 : The Practice : Donnell et Associés : Jimmy Berlutti
- 1998 : Ally McBeal, saison 2 épisode 23 : Le dragueur qui aime la vaisselle propre
- 2004 : Gourmet Club : Chef Orsino Mangiacavallo
- 2005 : Pizza My Heart : Lou Prestolani
- 2008 : Monk (saison 7, épisode 9): Owen McCloskey
- 2008 : New York, unité spéciale (saison 10, épisode 6) : Tom Galli[1]
- 2010: Cold Case : Affaires classées (saison 7, épisode 13, Le roi des tageurs): Don Bardwill
- 2010 : Boardwalk Empire: Harry Prince
- 2020 : Mes premières fois : Howard